# Zetiasplozna thuemenii
Zetiasplozna thuemenii är en svampart som först beskrevs av Speg., och fick sitt nu gällande namn av Nag Raj 1993. Zetiasplozna thuemenii ingår i släktet Zetiasplozna och familjen Amphisphaeriaceae.   Inga underarter finns listade i Catalogue of Life.